# Kutya-hegyi-barlang
A Kutya-hegyi-barlang Piliscsaba külterületén, a Duna–Ipoly Nemzeti Parkban található Budai-hegységben, a Kutya-hegyen helyezkedik el. A Kutya-hegy három barlangja közül az egyik.

## Leírás
A Kutya-hegy Ny-i nyúlványának legvégén lévő meredek hegyoldalban, a meredek letöréstől 20 m-rel lejjebb van a barlang Ny-ra tekintő, 2,3 m széles és 1,1 m magas bejárata. A barlangbejárat befelé 1 m-t lejt. A Kutya-hegyen áthaladó kék kereszt jelzésű turistaútról, amelynek egyik vége a sárga sáv jelzésű turistaúttól kezdődik, a sárga sáv jelzéstől számított harmadik tisztás végén kell letérni balra. A füvön halvány autókeréknyom látható. A vadcsapássá váló úton egy fából készült vadászlest elhagyva van egy magassági kő, innen pár métert fák közt, de végig tisztáson haladva egy másik magassági kő látható. Itt le kell ereszkedni a hegynyúlvány végén a barlanghoz.
A barlang két kis teremből áll. A 3,5 m hosszú bejárati terem hátrafelé szűkül. A terem legmagasabban lévő pontja a bal oldali fal mellett, a bejárattól kb. 2,7 m-re van. Itt a belmagasság 1,85 m. A bal oldali fal íves. A terem végén, a jobb oldali fal felé található egy 70 cm széles és 43 cm magas átjáró, melyen keresztül a belső terembe lehet menni. A belső terem 3,8 m hosszú és 3,3 m széles. A terem legmagasabban lévő (a talajtól 5 m) pontja az átjáró mellett balra van. Ebben a teremben kutató tevékenységre valló egyértelmű nyomok figyelhetők meg. A terem hátsó harmada 150 cm mélyre le van ásva. A gödörből kikerült föld az átjáró jobb oldalára van halmozva.
Az átjáróval szembeni falban, kissé a talajszint alatt található egy kis beöblösödés. Az 1 m széles és 1,2 m hosszú beöblösödésben fehér dolomittörmelék van felhalmozva. A bal oldali fal tövében egy kicsi, 1,7 m hosszú és 1,3 m széles üreg bejárata látható. Az átjáró bal oldalán nyílik egy repedés, amely a bejárati terem mögé nyúlik. A repedés 40 cm széles, de beljebb tágul, min. 2,5 m hosszú, magassága változó, átlag 2,5–3 m, végénél pedig szép oldott formák vannak. A hasadékot kialakító törésvonalnak valószínűleg nyoma van a felszínen. A belső teremben két cseppkőlefolyás figyelhető meg. Két vastag gyökér folytatásaként, 5 m magasan is valószínűleg van egy lefolyás, vagy szép oldott nyomok. Az engedély nélkül megtekinthető barlang barlangjáró alapfelszereléssel járható.

## Kutatástörténet
A Faragó Tamás által írt kézirat szerint Faragó Tamás a barlang előtti részen talált egy régen használt tűzrakóhelyet, tűzifahalmot, 1 üres konzervdobozt, 1 fél literes keserűlikőrös üveget és egy 3 m-es falétrát. A külső terem sziklaereszén egy rövid nyelű kapa és állatcsontok voltak, melyek lehet, hogy a belső terem ásásából származtak. Szerző az átjáró belső bal oldalán vízcsepegést figyelt meg, de 2–3 hét óta nem esett eső.

## Képgaléria

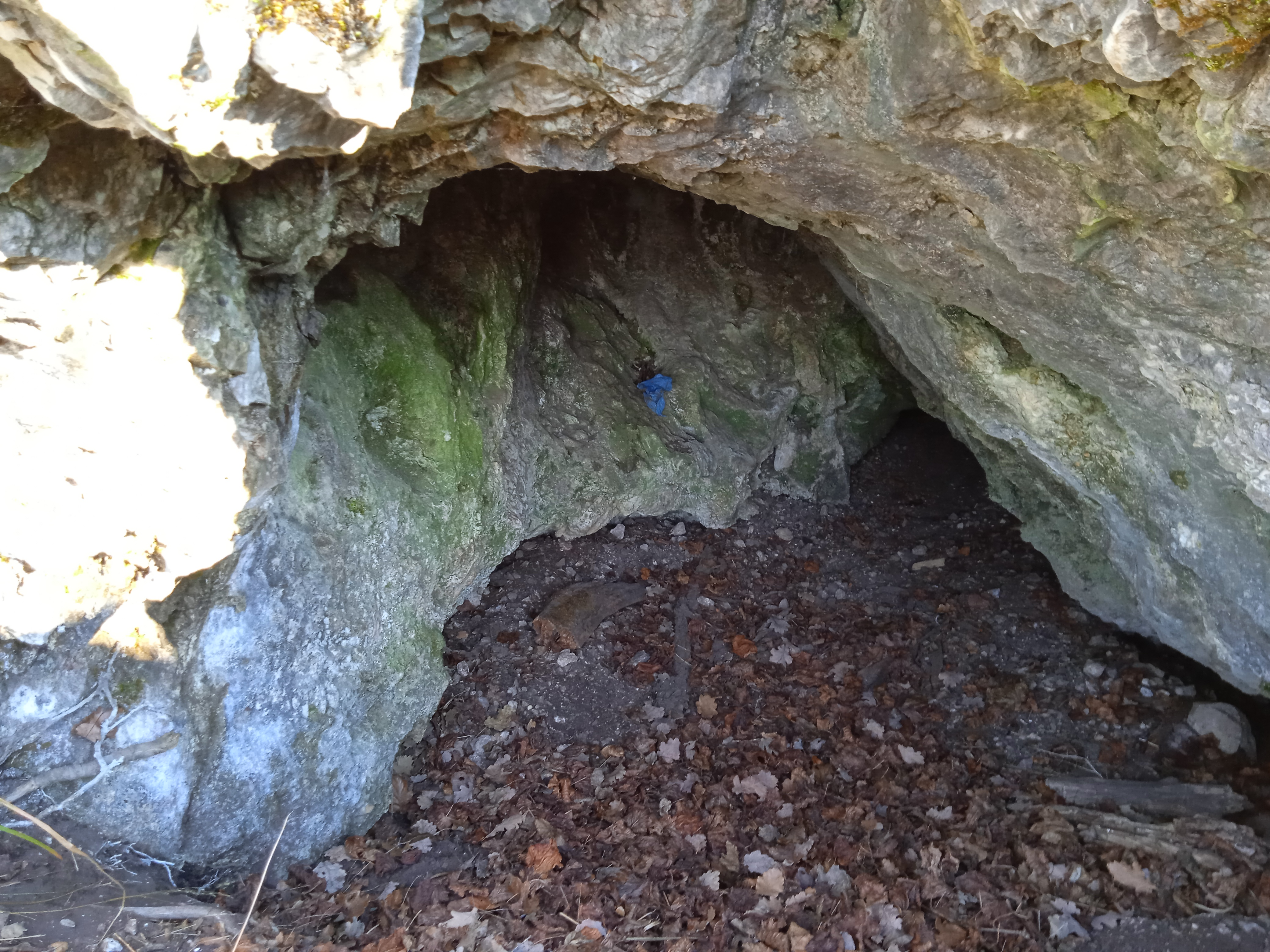
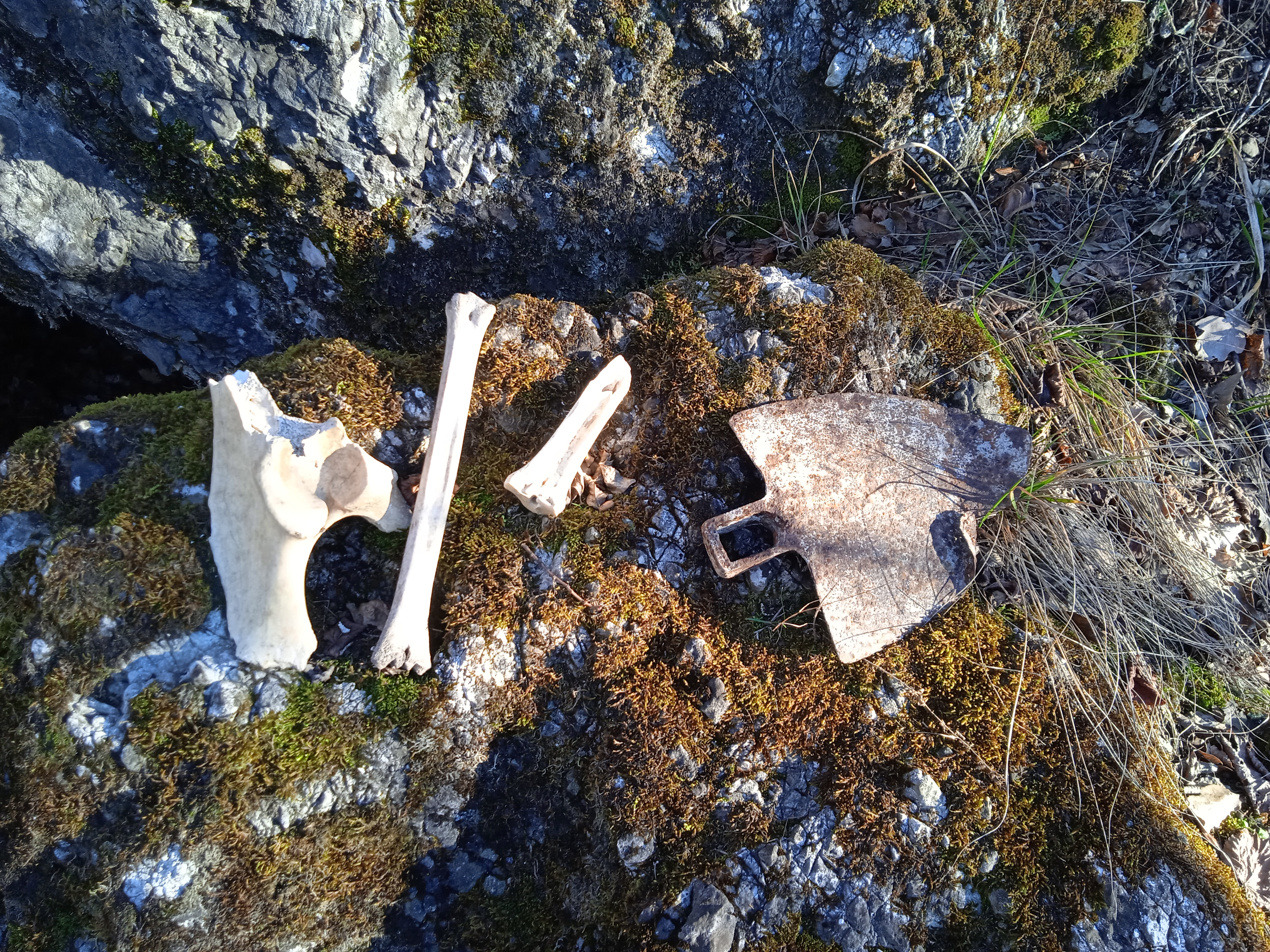
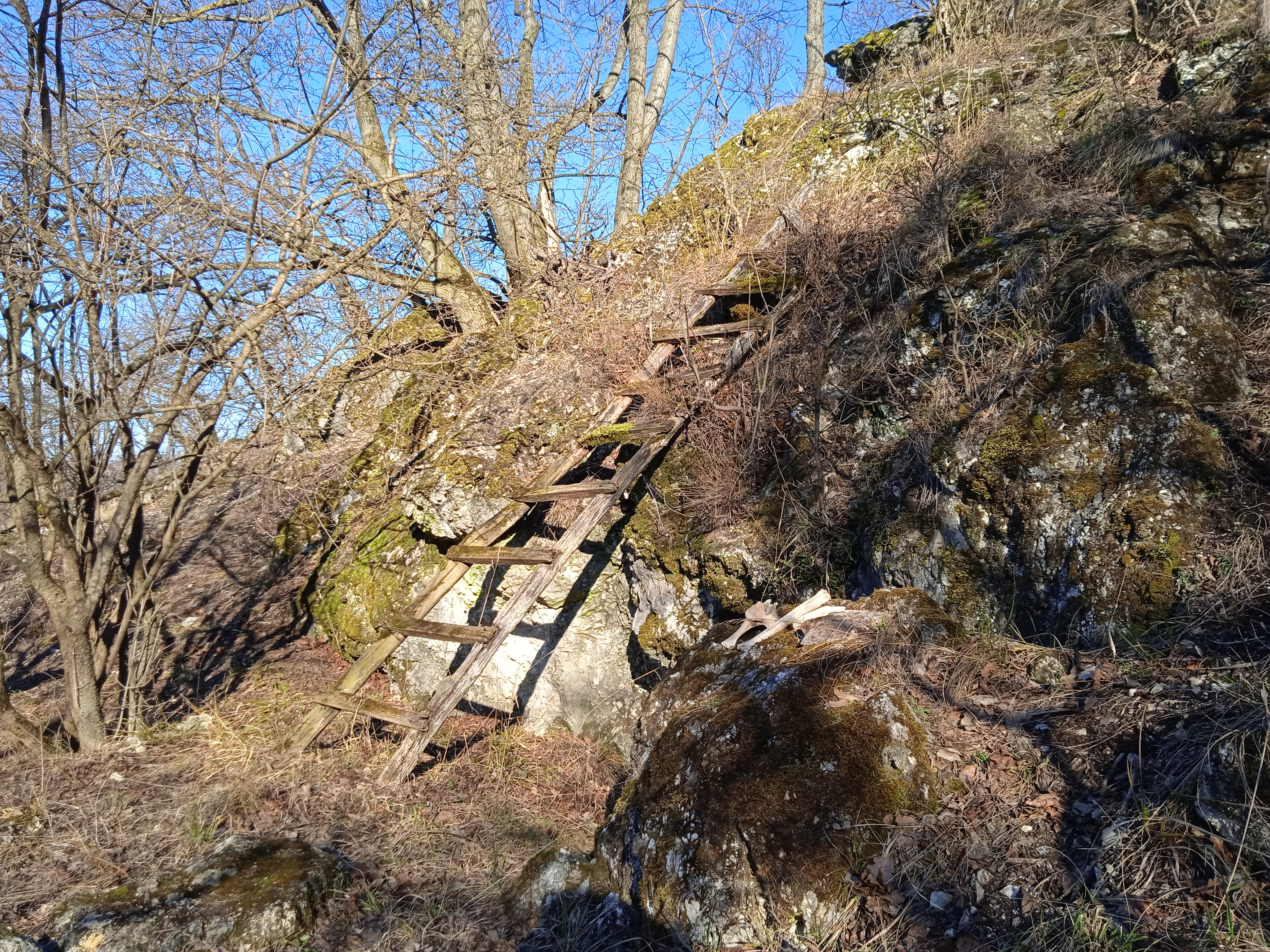